# Samidare (schip, 1935)
Samidare (Japans: 五月雨) was een torpedobootjager van de Shiratsuyu-klasse, die dienst deed bij de Japanse Keizerlijke Marine van 1937 tot 1944.

## Ontwerp
Samidare beschikte over twee turbines, aangedreven door drie ketels. Dit gaf het schip een machinevermogen van 31.000kW, waardoor het een snelheid van 34 knopen kon behalen.
De hoofdbewapening van het schip bestond uit vijf 127 mm kanonnen, verdeeld over vijf enkele geschuttorens. Verder beschikte het schip over 8 torpedobuizen, waarvan alle over 3 torpedo's beschikten. De luchtafweer bestond uit twee maal 13 mm luchtafweergeschut. Het schip had 17 dieptebommen, die gebruikt werden om onderzeeboten aan te vallen.

## Dienst
In 1942 heeft het schip geparticipeerd bij meerdere zeeslagen. Bij de Slag bij Tarakan, Slag in de Javazee, Slag bij Midway, de Zeeslag bij de Oostelijke Salomonseilanden en de Zeeslag bij de Santa Cruzeilanden speelde het schip een kleine rol, maar bij de Eerste zeeslag om Guadalcanal assisteerde het bij het zinken van de Amerikaanse torpedobootjager USS Monssen en beschadigde ze de kruiser USS Helena. Tijdens de Tweede zeeslag om Guadalcanal assisteerde ze bij het zinken van USS Benham, USS Walke en USS Preston en beschadigde ze de USS Gwin. Tijdens de Eerste zeeslag om Guadalcanal redde het schip 207 opvarenden van zusterschip Yūdachi en bij de Tweede zeeslag om Guadalcanal redde ze een aantal opvarenden van de slagkruiser Kirishima. Tijdens de Zeeslag om Vella Lavella torpedeerde ze USS Selfridge. Tijdens de Slag om Keizer Gusta baai torpedeerde Samidare USS Foote, maar werd ze zelf geraakt door twee projectielen, die gemiddelde schade veroorzaakte. In 1944 participeerde het schip bij de Slag in de Filipijnenzee, waar ze maar een kleine rol speelde en vrijwel geen actie zag. Op 18 augustus 1944 liep het schip vast op een rif nabij Palau. 7 dagen later, op 25 augustus, werd het schip getorpedeerd door de onderzeeboot USS Batfish.